# Rugat
Rugat es un municipio de la provincia de Valencia, en la Comunidad Valenciana, España, perteneciente a la comarca del Valle de Albaida. Cuenta con una población de 171 habitantes (INE 2024).

## Geografía
Se sitúa en la parte sureste de la comarca. Su perímetro presenta una forma alargada de norte a sur. En el extremo meridional se elevan algunas estribaciones de la Sierra de Benicadell, con alturas superiores a los 400 m. El centro lo constituye una llanura aluvial formada por los arrastres de los barrancos de Llopis y del Llop, que dan lugar a las pocas huertas que posee esta población. La mitad septentrional vuelve a ser accidentada por suaves colinas cubiertas de viñedos, entre las que destacan el cerro de Rugat y las lomas de Arnet y el Alberón. En el extremo norte la altitud vuelve a disminuir en la Foia del Peu y en Els Fondons, atravesado por el barranco del mismo nombre. También aquí predominan los viñedos.
El clima es mediterráneo.
Desde Valencia, se accede a esta localidad a través de la A-7 para enlazar con la CV-40 y la CV-60 para finalizar en la CV-619.

### Localidades limítrofes
El término municipal de Rugat limita con las siguientes localidades:
Ayelo de Rugat y Castellón de Rugat, ambas de la provincia de Valencia.

## Historia
Despoblado por la expulsión de los moriscos en 1609. A partir de 1960 sufrió la emigración rural.

## Administración y política
| Periodo   | Nombre               | Partido   |
| --------- | -------------------- | --------- |
| 2003-2007 | Raúl Martínez Fuster | PSPV-PSOE |
| 2011-2015 | Jordi Escrivà García | PP        |

## Demografía
Rugat cuenta con una población de 171 habitantes (INE 2024).
| Gráfica de evolución demográfica de Rugat entre 1842 y 2021                                                         |
| |
| Población de derecho según los censos de población del INE Población de hecho según los censos de población del INE |

## Economía
Su economía antiguamente descansaba fundamentalmente en la riqueza agrícola, siendo la vid el cultivo más extendido. En la actualidad la vid ha dado paso a los árboles frutales, los naranjos y hortalizas. Habiéndose transformado gran parte del secano en regadío por goteo. Aunque la agricultura sigue siendo un importante factor de la economía, cada vez más tienen más importancia el sector industrial(cerámica en poblaciones limítrofes) y sobre todo el sector servicios (turismo rural), pues pese a ser una pequeña localidad, esta población dispone de un camping con un lago, un hotel rural, y tres restaurantes donde comer.
La ganadería carece de importancia.

## Patrimonio
Palacio de Rugat. (siglo XIV)Mantiene la forma original, la bodega y la prisión en el subterráneo, la cocina vieja en la planta baja, y en el piso superior se guarda la antigua andana para la cría del gusano de seda.
Iglesia parroquial. (siglo XIV)Estilo renacentista. Tiene dos naves que parecen ser los restos de una iglesia anterior a la que añadió una nave paralela para ampliar las dimensiones del templo.
Destaca en su interior el retablo renacentista de doce tablas, dedicado a la Verge de la Gràcia, obra de Nicolau Borràs (alumno de Joan de Joanes) de finales del 1500, concebido para el monasterio de la Valldigna.

## Fiestas locales
- Fiestas Patronales. Celebra sus fiestas mayores a finales de julio, teniendo su inicio estas en el último jueves del mes, y prolongándose hasta el sábado. en honor a San Bernardo, el Cristo de los Prodigios y la Divina Aurora.